# Vesec (Bílá)
Vesec (německy Wesce) je malá vesnice, část obce Bílá v okrese Liberec. Nachází se asi dva kilometry jihovýchodně od Bílé. Vesnicí protéká potok Oharka. Vesec leží v katastrálním území Petrašovice o výměře 8,11 km².
Část Koucourov je vedena jako 2. díl základní sídelní jednotky Vesec.

## Historie
První písemná zmínka o vesnici pochází z roku 1547.

## Fotogalerie

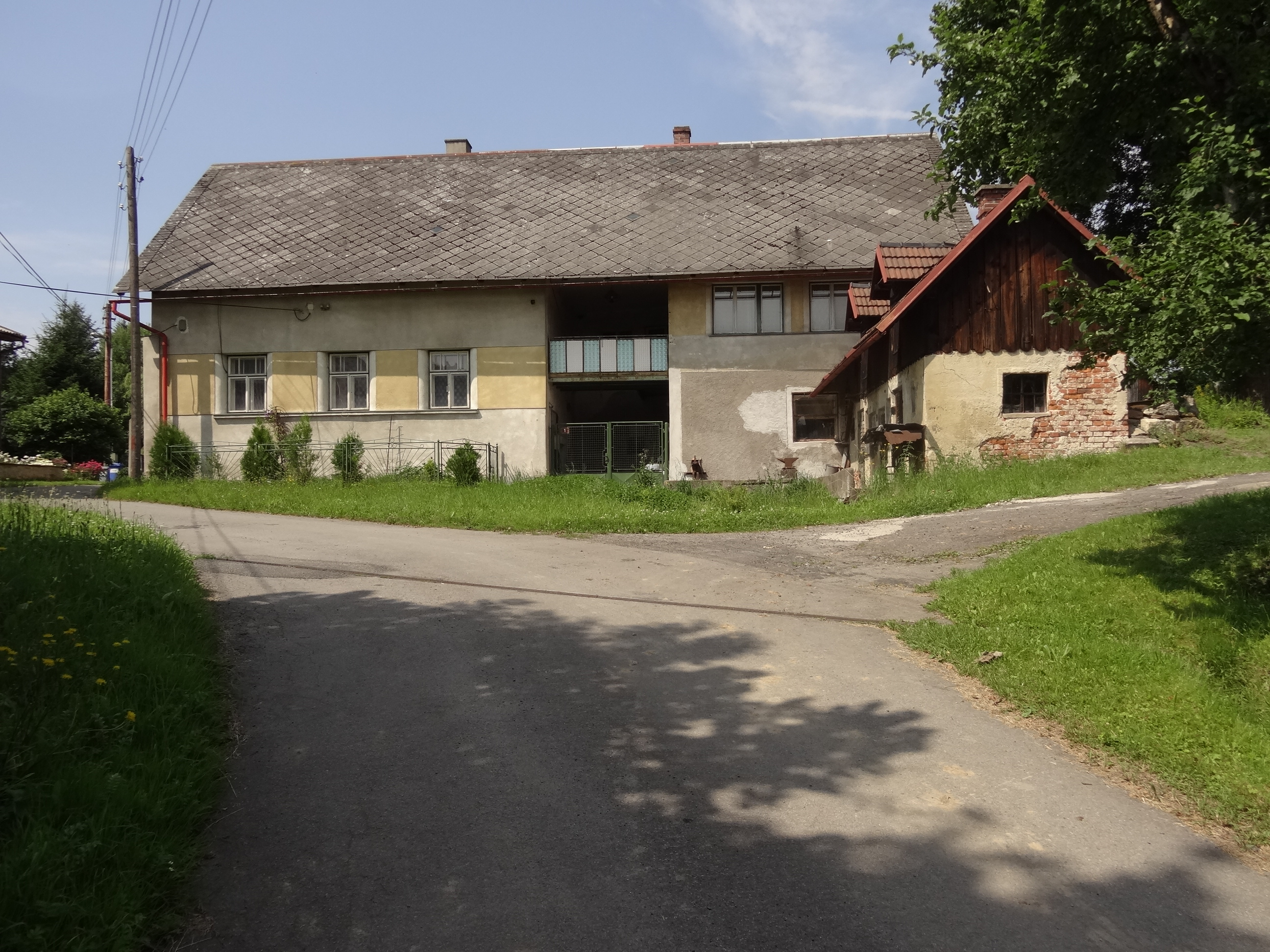
Stavení čp. 1 z příjezdové silničky
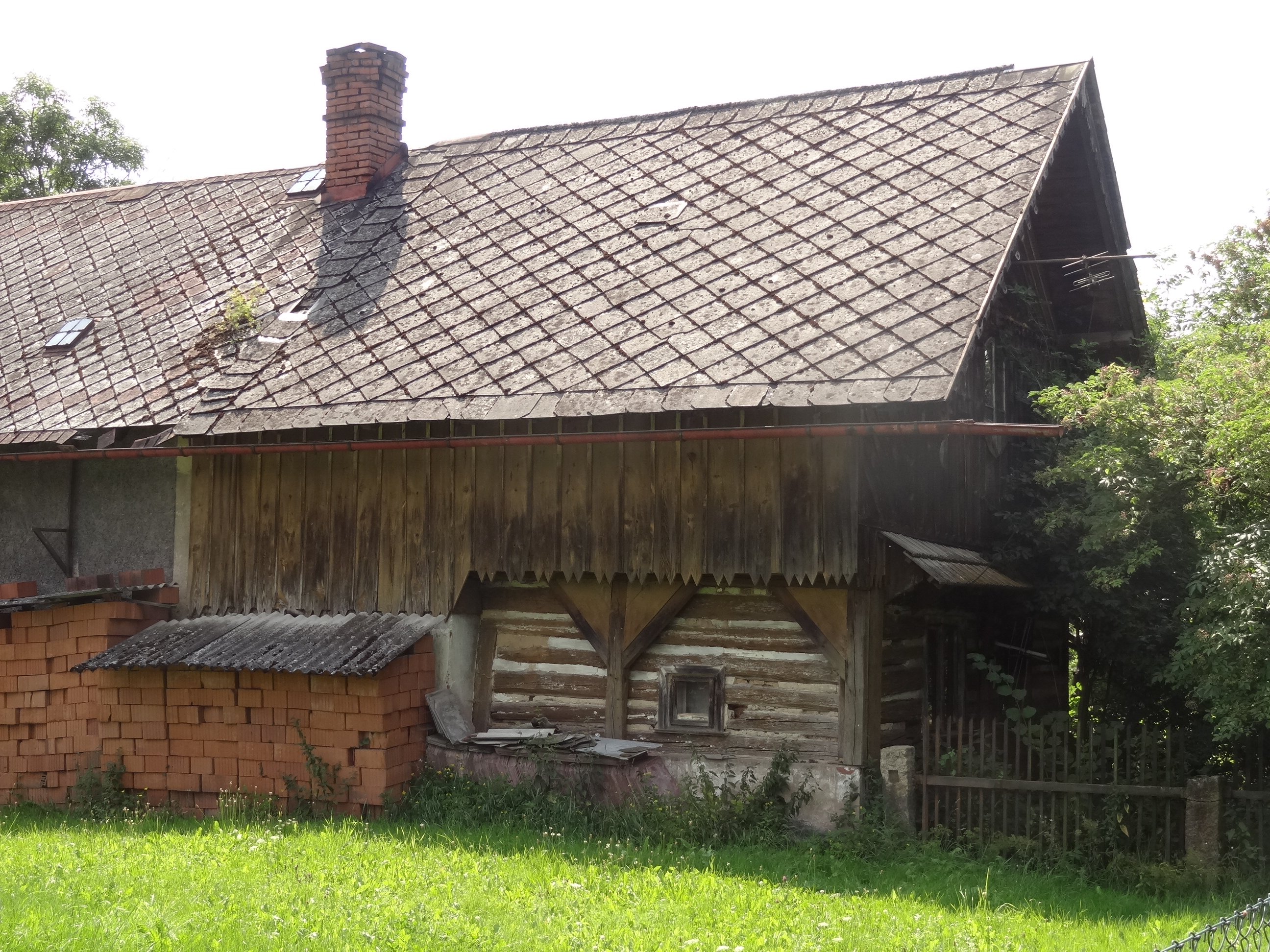
Opuštěná chalupa čp. 2
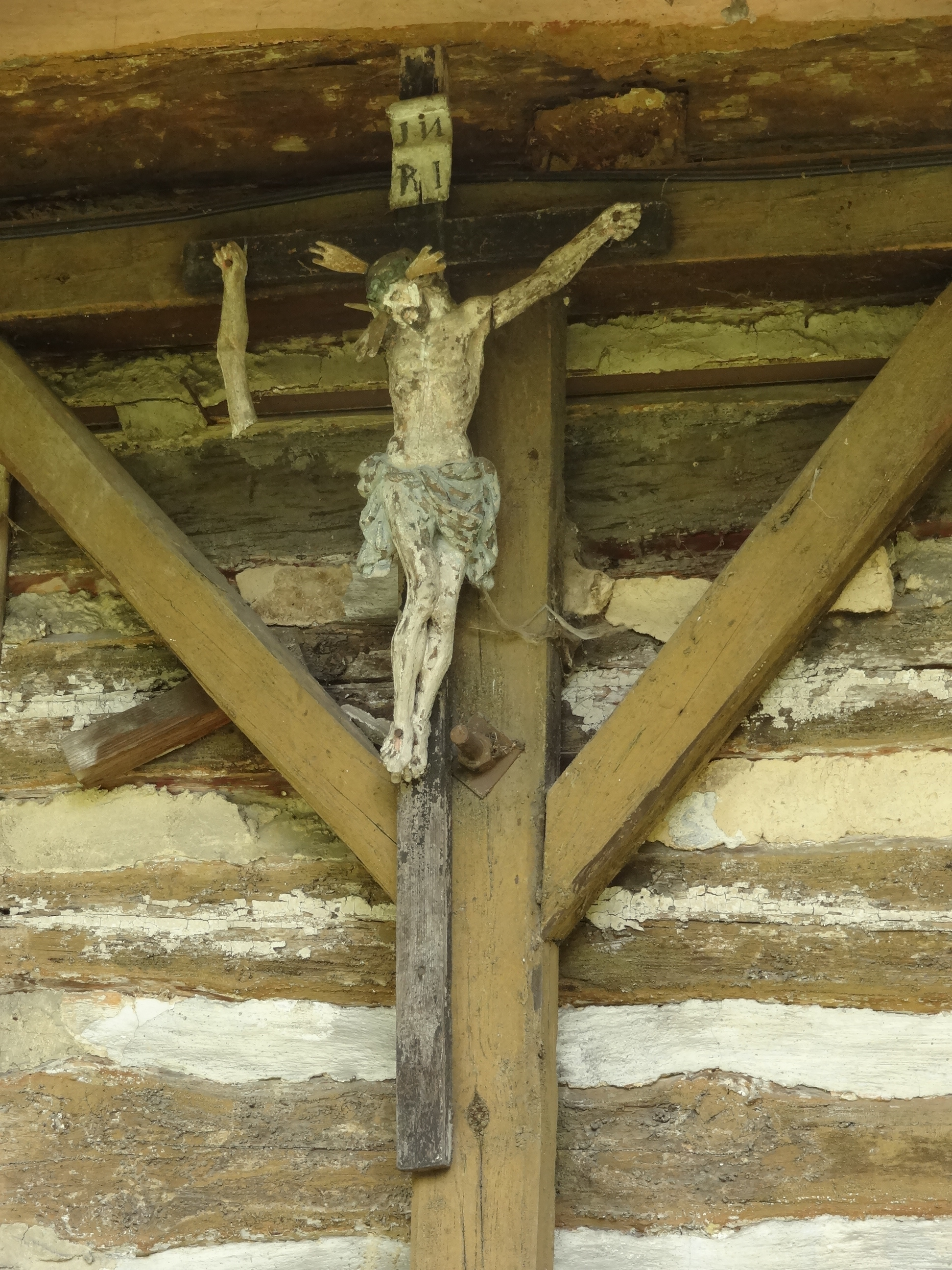
Křížek na chalupě čp. 2
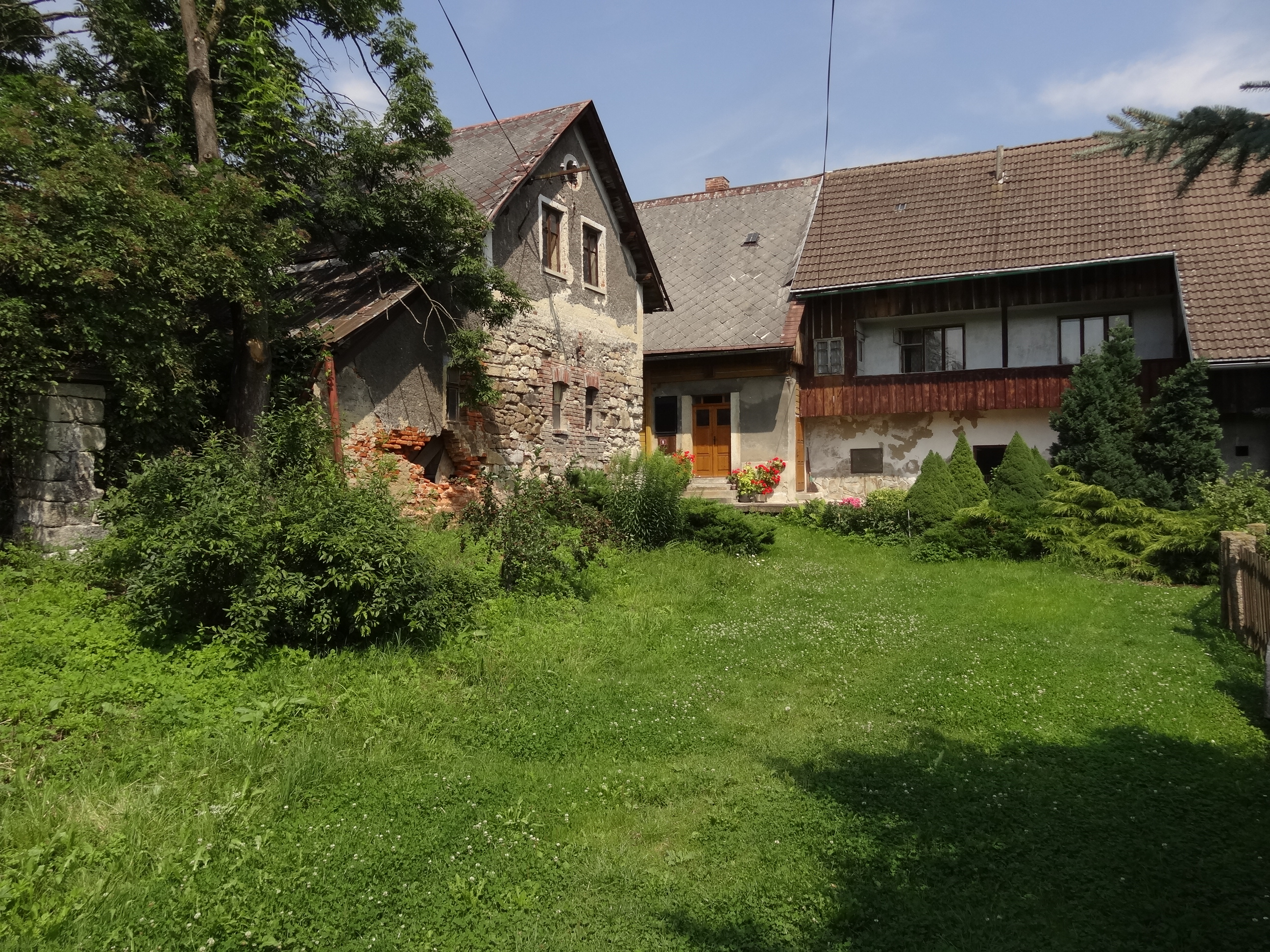
Chalupy čp. 2 a čp. 6
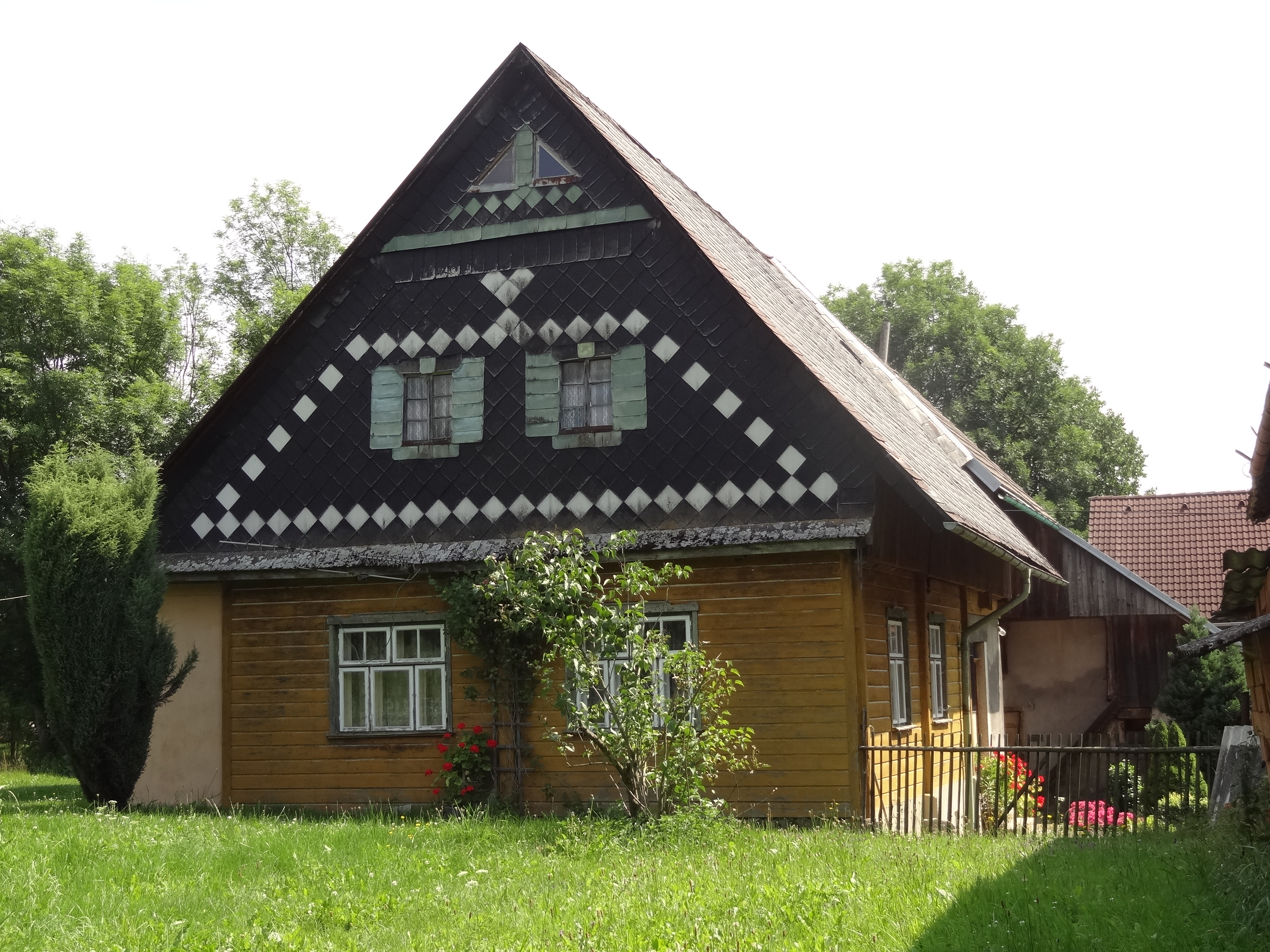
Chalupa čp. 6
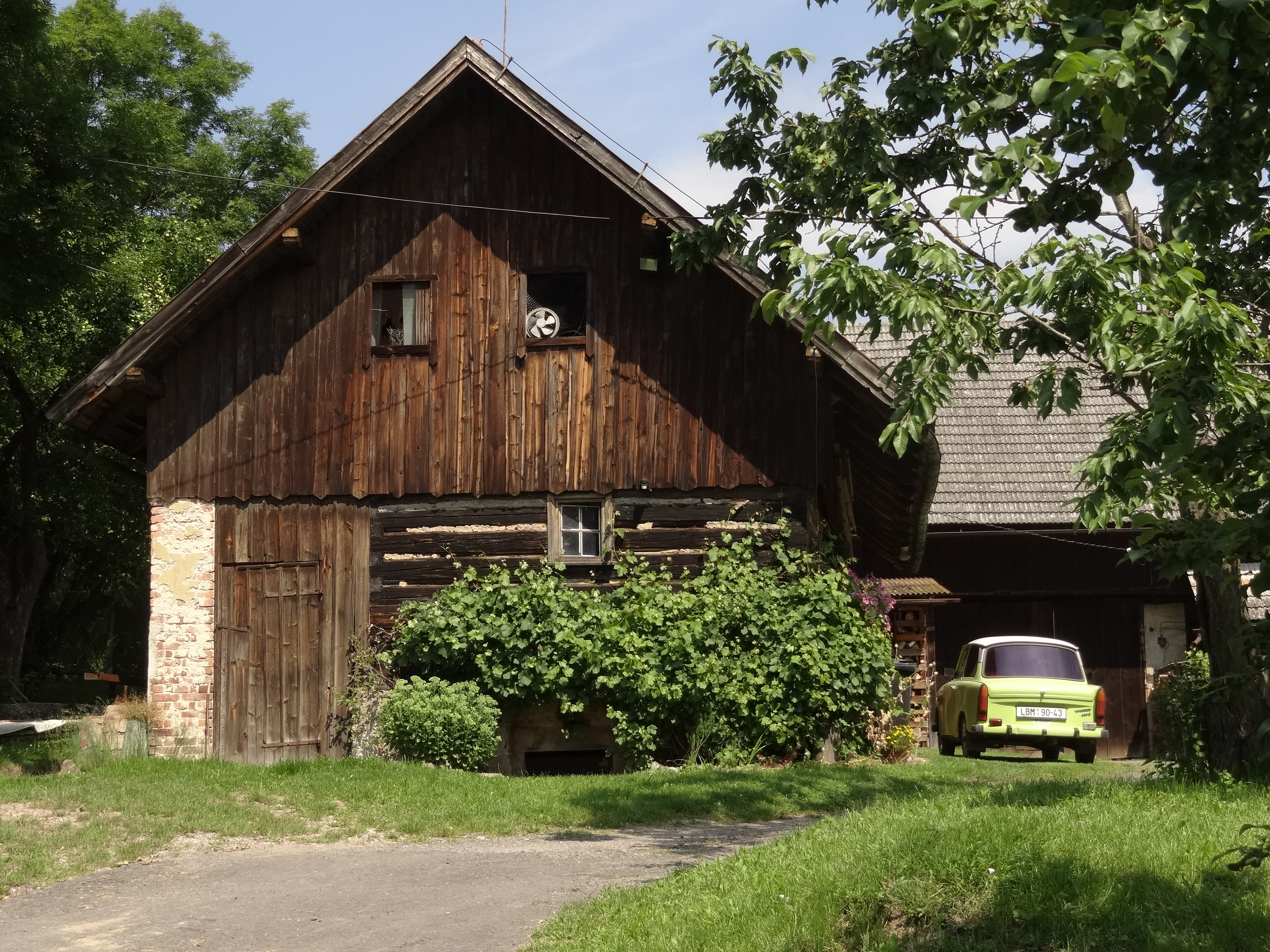
Stodola při čp. 3
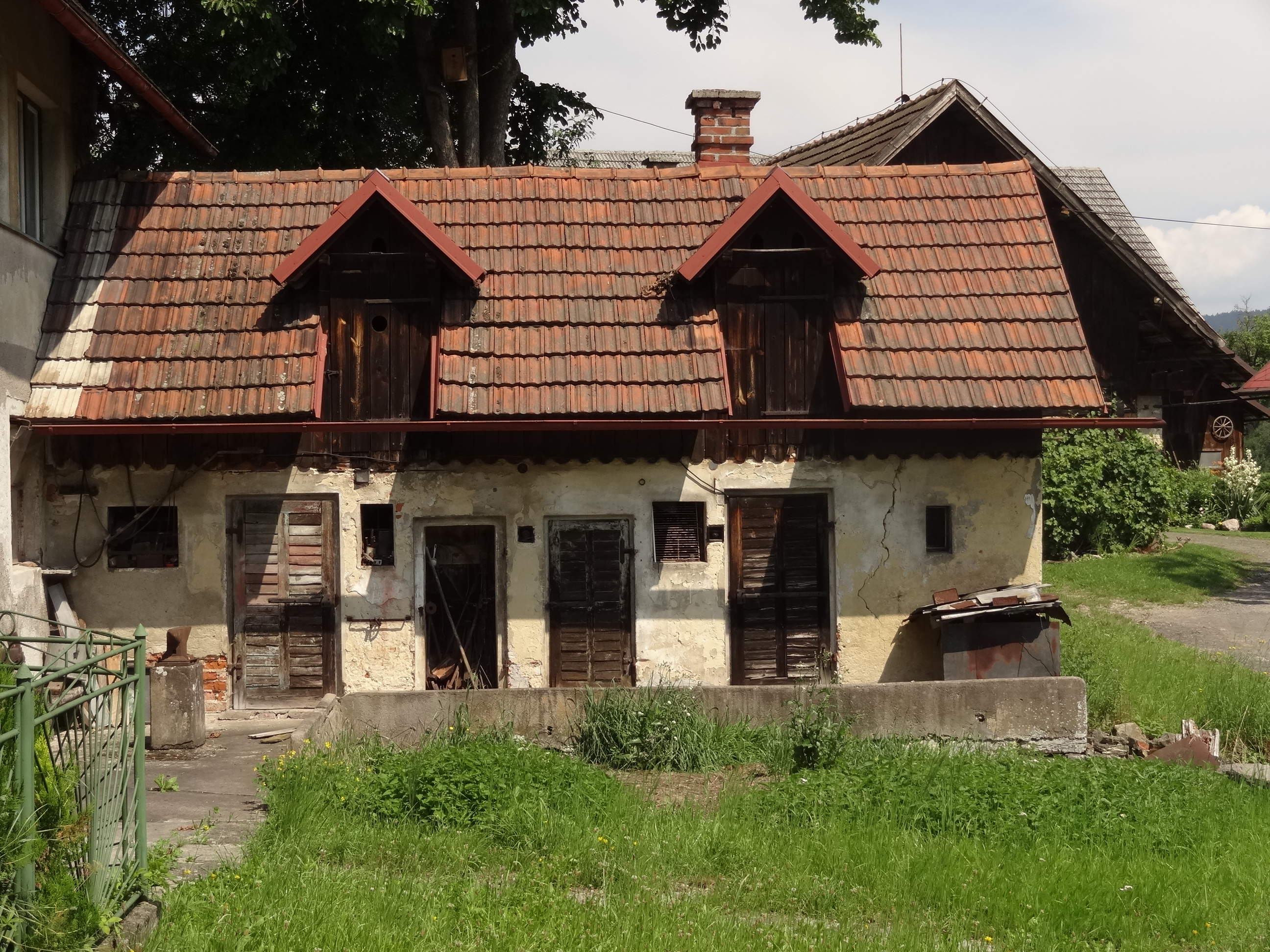
Hospodářský objekt u čp. 1
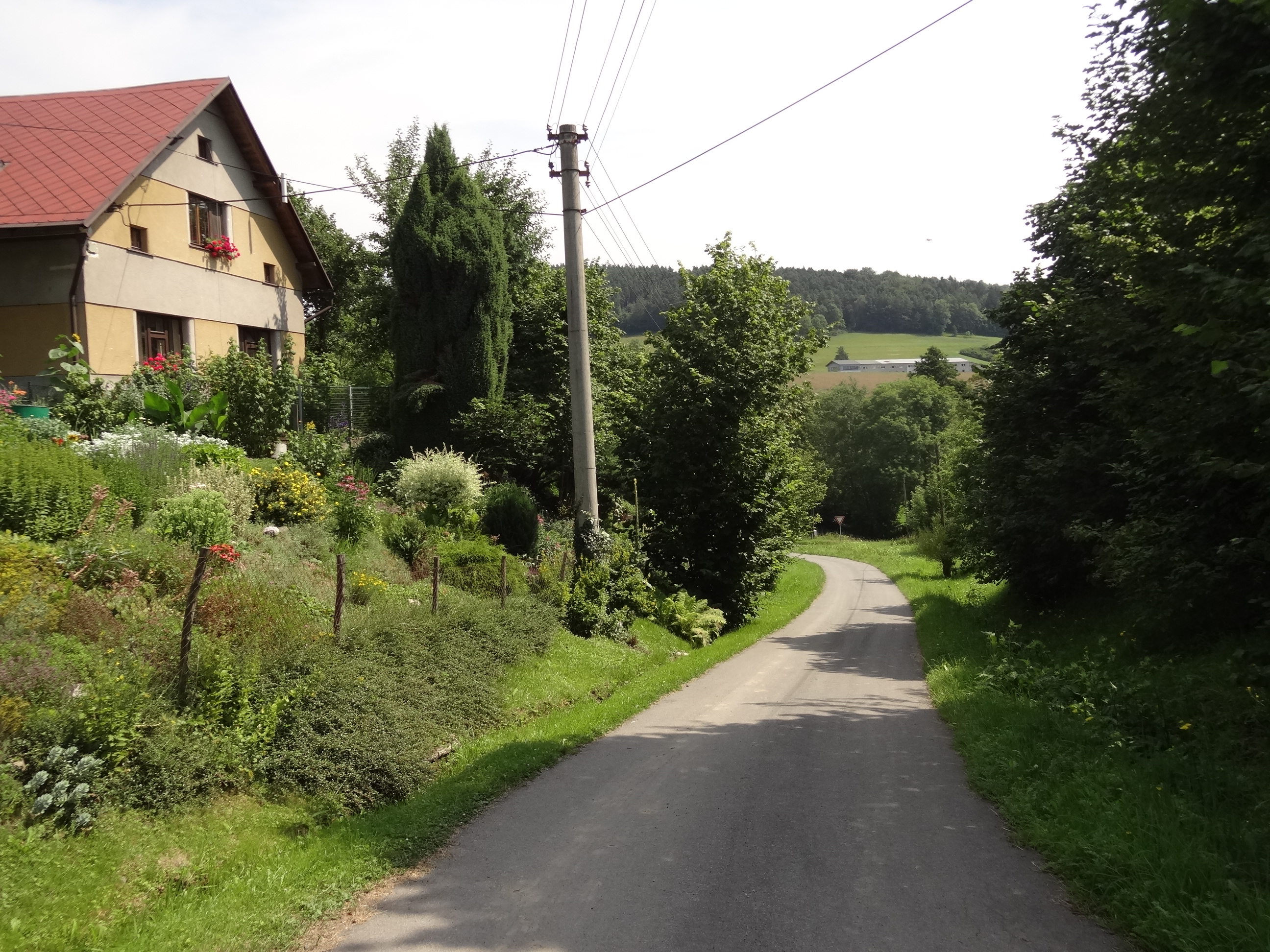
Příjezdová silnice do vsi, vlevo dům čp. 3
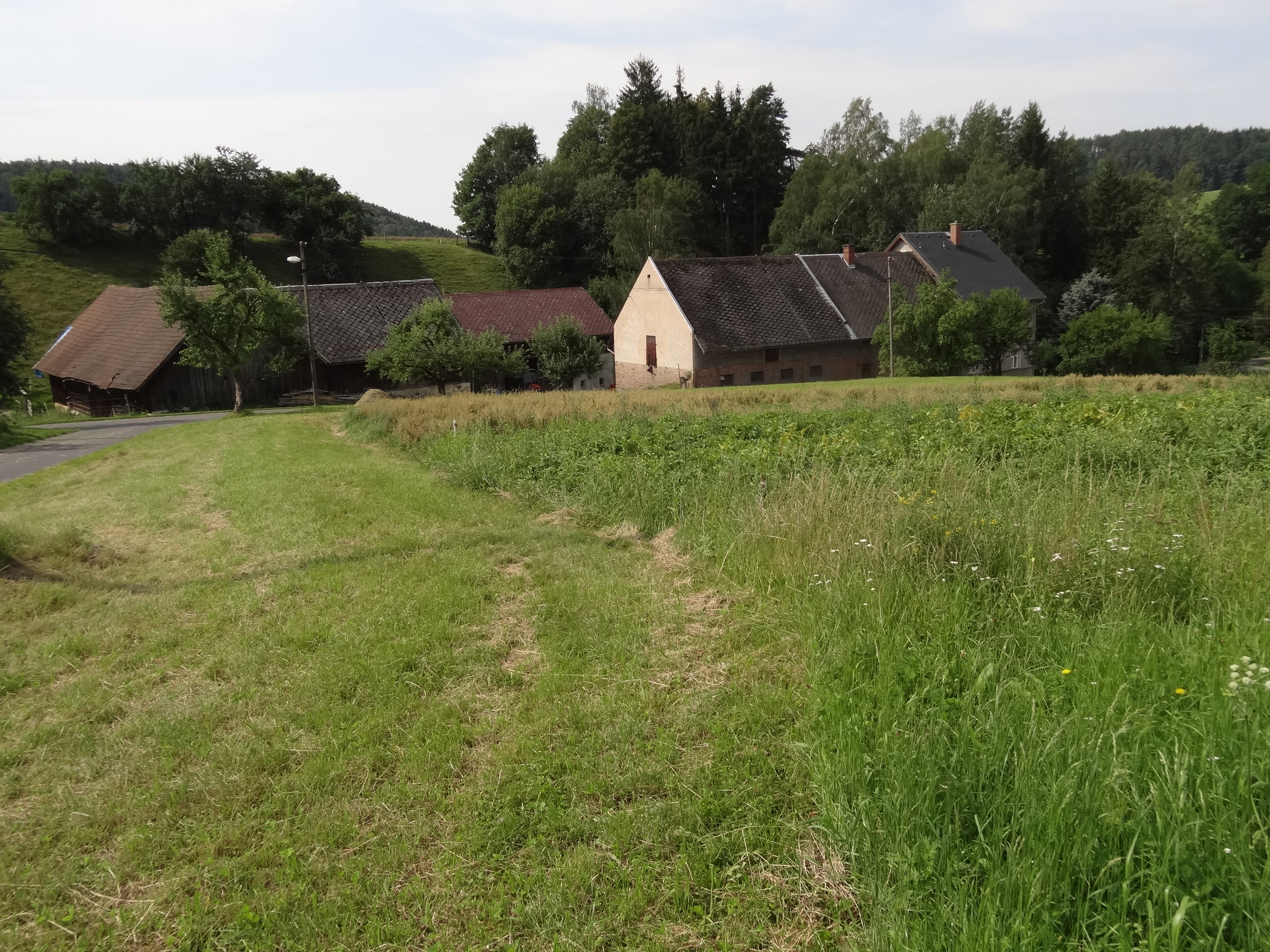
Stavení čp. 4 ležící mimo zástavbu severně od vsi
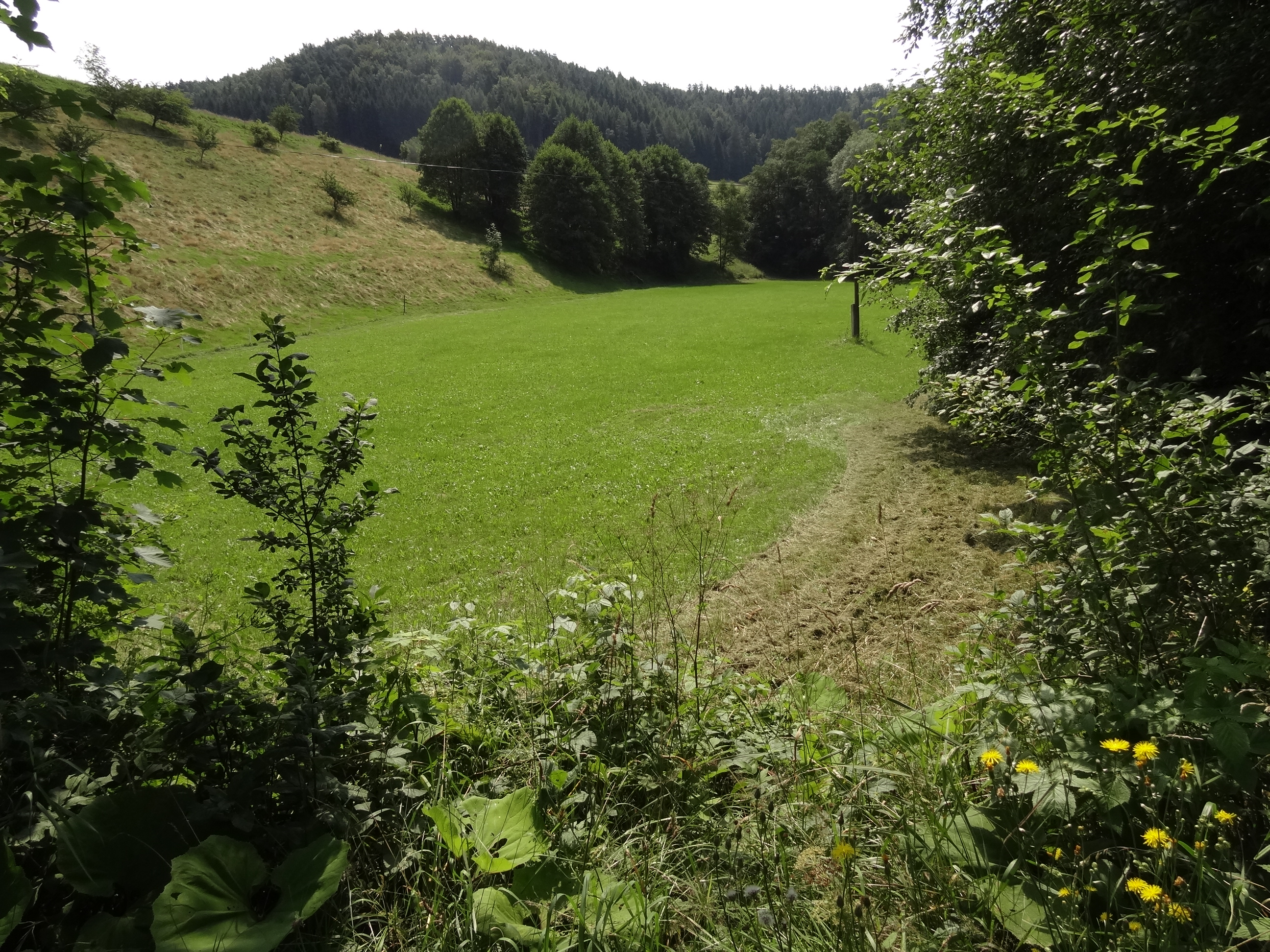
Údolí potoka Oharky pod vsí